# Лобище
Лобище (Чёрная) — река в России, протекает в Оричевском районе Кировской области. Устье реки находится в 16 км по левому берегу реки Ивкина. Длина реки составляет 14 км. В 1,7 км от устья, по левому берегу реки впадает река Крапивка. До впадения Крапивки река также именуется Чёрная.
Исток реки в заболоченном лесном массиве в 4 км к северо-востоку от села Коршик (Коршикское сельское поселение). Река течёт на северо-восток по ненаселённому лесу. Притоки — Крапивка (левый), Малая Чёрная (правый). Впадет в Ивкину у посёлка Колос (Адышевское сельское поселение). В районе устья расположен санаторий «Колос».

## Данные водного реестра
По данным государственного водного реестра России относится к Камскому бассейновому округу, водохозяйственный участок реки — Вятка от города Киров до города Котельнич, речной подбассейн реки — Вятка. Речной бассейн реки — Кама.
Код объекта в государственном водном реестре — 10010300312111100034747.